# Bồn tiểu nữ

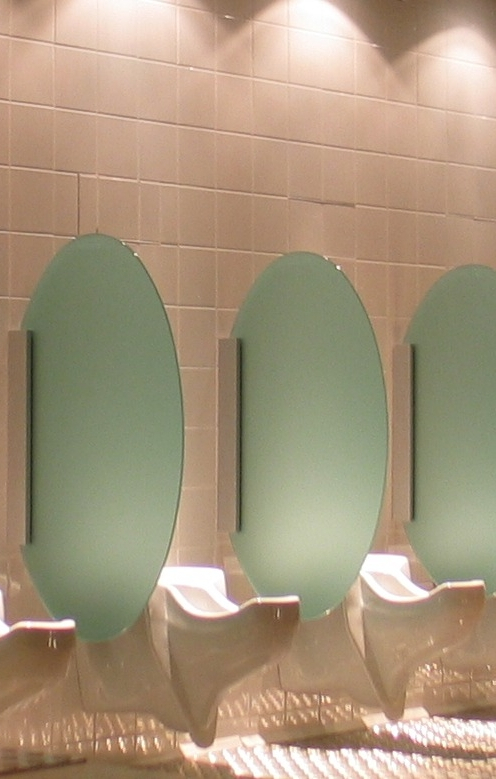
Một hàng bồn tiểu nữ ở Đức được ngăn cách bởi vách ngăn riêng tư, do GBH Bathroom Products sản xuất

Bồn tiểu nữ (tiếng Anh: female urinal) là một loại bồn tiểu được thiết kế dành riêng cho phụ nữ. Nó có nhiều kiểu dáng khác nhau, cho phép phụ nữ đi tiểu trong tư thế đứng, ngồi xổm một nửa hoặc ngồi xổm hoàn toàn, nhưng cơ thể không tiếp xúc trực tiếp với bồn tiểu. Ngoài ra, còn có một số loại bồn tiểu ngồi, được thiết kế để có tiếp xúc của cơ thể với bồn tiểu.